# Фонтана, Фердинандо
Фердинандо Фонтана (итал. Ferdinando Fontana; 30 января 1850, Милан — 10 мая 1919, Лугано, Швейцария) — итальянский драматург, либреттист
, поэт, писатель

, переводчик, журналист, редактор.

## Биография
Сын художника. Учился в монастырской школе у варнавитов. Рано остался сиротой и был вынужден бросить учёбу, чтобы обеспечить себя и двух своих младших сестер после смерти их матери. Работал на разных работах, прежде чем занялся журналистикой и стал редактором газеты «Corriere di Milano» . Занялся литературным творчеством.

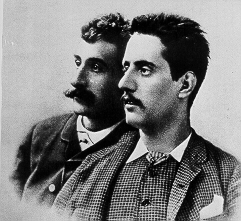
Фердинандо Фонтана (слева) и Джакомо Пуччини, около 1885 г.

Был разносторонним писателем. Помимо пьес и оперных либретто, писал стихи (как на итальянском, так и на миланском диалекте), путевые заметки и книги, статьи в различных итальянских газетах, включая «Corriere della Sera» . С 1878 по 1879 год работал берлинским корреспондентом «Gazzetta Piemontese» (ныне «La Stampa»).
Будучи убежденным социалистом, участвовал в восстании в Милане в 1898 году. Из-за последовавших репрессий ему пришлось укрыться в Швейцарии (в Монтаньоле, недалеко от Лугано).
Проживая в Милане, Фонтана написал две пьесы на миланском диалекте: «La Pina Madamin» и «La Statôa del sciôr Incioda». Обе имели значительный успех у публики.
Автор либретто к первым двум операм Джакомо Пуччини «Вилли» и «Эдгар». Написал множество оперных либретто, в том числе два для Альберто Франкетти («Асраил» и «Зороастро»).
Он также перевёл несколько либретто оперетт для выступлений в Италии, в том числе Франца Легара «Весёлая вдова» и «Граф Люксембург», Оскара Недбала «Польская кровь» и Эдмунда Эйслера «Пожиратель женщин».